# Аир (фильм)
«Аир» (пол. Tatarak) — художественный фильм 2009 года польского режиссёра Анджея Вайды с Кристиной Яндой и Павлом Шайдой в главных ролях, экранизация рассказа Ярослава Ивашкевича. Был высоко оценён критиками.

## Сюжет
Литературной основой сценария стал рассказ польского писателя Ярослава Ивашкевича «Внезапный зов». Главная героиня — зрелая женщина по имени Марта, которую захватывают страстные отношения с юношей Богусом. Последний, собирая для неё аир на берегу реки, запутывается в зарослях и тонет.

## В ролях
- Кристина Янда — Марта
- Павел Шайда — Богус
- Ян Энглерт — доктор
- Юлия Петруха — Галинка
- Кшиштоф Сконечный — Стасек
- Рома Гонсёровская-Журавская
- Ядвига Янковская-Цесляк
- Павел Томашевский — игрок в бридж
- Мартин Лучак — игрок в бридж
- Матеуш Косьцюкевич — игрок в бридж

## Релиз и оценки
Анджей Вайда посвятил «Аир» памяти кинооператора Эдварда Клозиньского. Премьера состоялась в феврале 2009 года на Берлинском кинофестивале, в рамках основной программы. Картина была удостоена премии Альфреда Бауэра. Позже её показали на 31-м Московском кинофестивале, в рамках программы «8 1/2 фильмов».
Критики охарактеризовали «Аир» как «очень личный фильм, минималистичное произведение большой поэтической силы».